# Reichstagswahlkreis Großherzogtum Mecklenburg-Schwerin 1

Die Wahlkreisaufteilung des Deutschen Reichs.

Der Reichstagswahlkreis Großherzogtum Mecklenburg-Schwerin 1 (in der reichsweiten Durchnummerierung auch Reichstagswahlkreis 348; auch Reichstagswahlkreis Hagenow-Grevesmühlen genannt) war der erste Reichstagswahlkreis für das Großherzogtum Mecklenburg-Schwerin für die Reichstagswahlen im Deutschen Reich und im Norddeutschen Bund von 1867 bis 1918.

## Wahlkreiszuschnitt
Der Wahlkreis umfasste zu den Wahlen zum Reichstag des Norddeutschen Bundes: Die Domanial-Ämter Boizenburg, Crivitz, Dömitz, Grabow-Eldena, Hagenow-Toddin-Bakendorf, Lübtheen, Neustadt, Schwerin und die Stifts-Ämter Schwerin und Wittenburg-Walsmühlen-Zarrentin sowie die dazu gehörigen Güter und den Flecken Ludwigslust.
Der Wahlkreis umfasste für die Wahlen zum Reichstag des Kaiserreichs die Aushebungsbezirke Hagenow und Grevesmühlen, die Landgemeinde Beckerwitz aus dem Aushebungsbezirk Wismar und die Landgemeinde Klein Krams aus dem Aushebungsbezirk Ludwigslust.
| Jahr | Einwohner |
| ---- | --------- |
| 1890 | 88.294    |
| 1895 | 87.344    |
| 1900 | 86.312    |
| 1905 | 88.245    |
| 1910 | 89.214    |

|      | Landwirtschaft | Industrie und Gewerbe | Handel und Dienstleistungen |
| ---- | -------------- | --------------------- | --------------------------- |
| 1895 | 70,4           | 18,9                  | 10,6                        |
| 1907 | 63,6           | 24,1                  | 12,3                        |

|      | Evangelisch | Katholisch |
| ---- | ----------- | ---------- |
| 1890 | 99,4        | 0,4        |
| 1905 | 97,8        | 1,8        |
| 1910 | 96,4        | 3,4        |

## Abgeordnete
| Wahl                                 | Abgeordneter                   | Partei                  | Bild |
| ------------------------------------ | ------------------------------ | ----------------------- | ---- |
| Reichstagswahl Februar 1867 bis 1871 | Otto Wachenhusen               | Nationalliberale Partei |      |
| Reichstagswahl 1871 bis 1876         | Karl Prosch                    | Nationalliberale Partei |      |
| Reichstagswahl 1877 bis 1878         | August Moeller                 | Nationalliberale Partei | 0    |
| Reichstagswahl 1878 bis 1881         | Friedrich Witte                | NLP                     |      |
| Reichstagswahl 1881 bis 1893         | Ludolph Friedrich von Wrisberg | DKP                     | 0    |
| Reichstagswahl 1893 bis 1907         | Meno Rettich                   | DKP                     | 0    |
| Reichstagswahl 1907 bis 1912         | Otto von Bothmer               | FVg                     | 0    |
| Reichstagswahl 1912 bis 1918         | August Pauli                   | DKP                     |      |

## Wahlen

### 1867 (Februar)
Es fand nur ein Wahlgang statt. Die Zahl der gültigen Stimmen betrug 10.175.
| Kandidat         | Partei | Stimmen | in % | Anmerkungen |
| ---------------- | ------ | ------- | ---- | ----------- |
| Otto Wachenhusen | NLP    | 5530    | 0    | 0           |

### 1867 (August)
Es fanden zwei Wahlgänge statt. Die Zahl der gültigen Stimmen betrug im ersten Wahlgang 4085.
| Kandidat         | Partei | Stimmen | in % | Anmerkungen |
| ---------------- | ------ | ------- | ---- | ----------- |
| Otto Wachenhusen | NLP    | 2042    | 0    | 0           |

Die Zahl der gültigen Stimmen betrug in der Stichwahl 6633.
| Kandidat         | Partei | Stimmen | in % | Anmerkungen |
| ---------------- | ------ | ------- | ---- | ----------- |
| Otto Wachenhusen | NLP    | 4644    | 0    | 0           |

### 1871
Es fand nur ein Wahlgang statt. Die Zahl der Wahlberechtigten betrug 19.820. Die Zahl der abgegebenen gültigen Stimmen betrug 13.548, 61 Stimmen waren ungültig. Die Wahlbeteiligung belief sich auf 68,7 %.
| Kandidat    | Partei   | Stimmen | in % | Anmerkungen |
| ----------- | -------- | ------- | ---- | ----------- |
| Karl Prosch | NLP      | 7371    | 0    | 0           |
| von Bülow   | Kons     | 6160    | 0    | 0           |
| 0           | Sonstige | 17      | 0    | 0           |

### 1874
Es fand nur ein Wahlgang statt. Die Zahl der Wahlberechtigten betrug 20.760. Die Zahl der abgegebenen gültigen Stimmen betrug 14.534, 51 Stimmen waren ungültig. Die Wahlbeteiligung belief sich auf 70,3 %.
| Kandidat    | Partei   | Stimmen | in % | Anmerkungen |
| ----------- | -------- | ------- | ---- | ----------- |
| Karl Prosch | NLP      | 7995    | 0    | 0           |
| von Bülow   | Kons     | 6842    | 0    | Kammerherr  |
| Finn        | S (Lass) | 44      | 0    | Zimmerer    |
| 0           | Sonstige | 13      | 0    | 0           |

Nach dem Tod von Karl Prosch am 19. Dezember 1876 fand keine Ersatzwahl mehr statt.

### 1877
Es fand nur ein Wahlgang statt. Die Zahl der Wahlberechtigten betrug 21.201. Die Zahl der abgegebenen gültigen Stimmen betrug 16.915, 36 Stimmen waren ungültig. Die Wahlbeteiligung belief sich auf 78,0 %.
| Kandidat       | Partei   | Stimmen | in % | Anmerkungen |
| -------------- | -------- | ------- | ---- | ----------- |
| August Moeller | NLP      | 11.396  | 0    | 0           |
| von Bülow      | Kons     | 5143    | 0    | 0           |
| Finn           | S (Lass) | 269     | 0    | Zimmerer    |
| 0              | Sonstige | 7       | 0    | 0           |

### 1878
Es fand nur ein Wahlgang statt. Die Zahl der Wahlberechtigten betrug 21.602. Die Zahl der abgegebenen gültigen Stimmen betrug 14.002, 18 Stimmen waren ungültig. Die Wahlbeteiligung belief sich auf 64,9 %.
| Kandidat        | Partei   | Stimmen | in % | Anmerkungen |
| --------------- | -------- | ------- | ---- | ----------- |
| Friedrich Witte | NLP      | 7318    | 0    | 0           |
| Bock            | Kons     | 6499    | 0    | 0           |
| Finn            | S (Lass) | 172     | 0    | Zimmerer    |
| 0               | Sonstige | 13      | 0    | 0           |

### 1881
Es fand nur ein Wahlgang statt. Die Zahl der Wahlberechtigten betrug 21.181. Die Zahl der abgegebenen gültigen Stimmen betrug 13.319, 34 Stimmen waren ungültig. Die Wahlbeteiligung belief sich auf 63,0 %.
| Kandidat                       | Partei   | Stimmen | in % | Anmerkungen |
| ------------------------------ | -------- | ------- | ---- | ----------- |
| Ludolph Friedrich von Wrisberg | K        | 7695    | 0    | 0           |
| Friedrich Witte                | LibV     | 5615    | 0    | 0           |
| 0                              | Sonstige | 9       | 0    | 0           |

### 1884
Es fand nur ein Wahlgang statt. Die Zahl der Wahlberechtigten betrug 20.731. Die Zahl der abgegebenen gültigen Stimmen betrug 12.281, 38 Stimmen waren ungültig. Die Wahlbeteiligung belief sich auf 59,4 %.
| Kandidat                       | Partei   | Stimmen | in % | Anmerkungen |
| ------------------------------ | -------- | ------- | ---- | ----------- |
| Ludolph Friedrich von Wrisberg | K        | 7167    | 0    | 0           |
|                                | F        | 5028    | 0    | 0           |
|                                | S        | 77      | 0    | 0           |
| 0                              | Sonstige | 9       | 0    | 0           |

### 1887
Es fand nur ein Wahlgang statt. Die Zahl der Wahlberechtigten betrug 20.870. Die Zahl der abgegebenen gültigen Stimmen betrug 15.235, 108 Stimmen waren ungültig. Die Wahlbeteiligung belief sich auf 75,5 %.
| Kandidat                       | Partei   | Stimmen | in % | Anmerkungen |
| ------------------------------ | -------- | ------- | ---- | ----------- |
| Ludolph Friedrich von Wrisberg | K        | 9063    | 0    | 0           |
|                                | F        | 5825    | 0    | 0           |
|                                | S        | 319     | 0    | 0           |
| 0                              | Sonstige | 28      | 0    | 0           |

### 1890
Es fanden zwei Wahlgänge statt. Die Zahl der Wahlberechtigten betrug 20.880. Die Zahl der abgegebenen gültigen Stimmen betrug im ersten Wahlgang 15.680, 87 Stimmen waren ungültig. Die Wahlbeteiligung belief sich auf 75,1 %.
| Kandidat                       | Partei   | Stimmen | in %   | Anmerkungen |
| ------------------------------ | -------- | ------- | ------ | ----------- |
|                                | DF       | 4583    | 29,4 % | 0           |
| Ludolph Friedrich von Wrisberg | Kons     | 6121    | 39,2 % | 0           |
|                                | SPD      | 4877    | 31,3 % | 0           |
| 0                              | Sonstige | 12      | 0,1 %  | 0           |

Die Zahl der abgegebenen gültigen Stimmen betrug in der Stichwahl 16.311, 117 Stimmen waren ungültig. Die Wahlbeteiligung belief sich auf 78,1 %.
| Kandidat                       | Partei | Stimmen | in %   | Anmerkungen |
| ------------------------------ | ------ | ------- | ------ | ----------- |
| Ludolph Friedrich von Wrisberg | Kons   | 9400    | 58,0 % | 0           |
|                                | SPD    | 6794    | 42,0 % | 0           |

### 1893
Der neu gegründete BdL unterstützte den konservativen Kandidaten. NLP und FVP einigten sich auf einen gemeinsamen liberalen Kandidaten aus der FVP.
Es fanden zwei Wahlgänge statt. Die Zahl der Wahlberechtigten betrug 20.808. Die Zahl der abgegebenen gültigen Stimmen betrug im ersten Wahlgang 15.683, 126 Stimmen waren ungültig. Die Wahlbeteiligung belief sich auf 75,4 %.
| Kandidat     | Partei   | Stimmen | in %   | Anmerkungen                  |
| ------------ | -------- | ------- | ------ | ---------------------------- |
| Gustav Dau   | FVP      | 3862    | 24,8 % | 0                            |
| Meno Rettich | Kons     | 7652    | 49,2 % | 0                            |
| Rathmann     | SPD      | 4012    | 25,8 % | Händler, Zimmerer, Wandsbeek |
| 0            | Sonstige | 31      | 0,2 %  | 0                            |

Die Zahl der abgegebenen gültigen Stimmen betrug in der Stichwahl 14.620, 195 Stimmen waren ungültig. Die Wahlbeteiligung belief sich auf 70,3 %.
| Kandidat     | Partei | Stimmen | in %   | Anmerkungen |
| ------------ | ------ | ------- | ------ | ----------- |
| Meno Rettich | Kons   | 9429    | 65,4 % | 0           |
| Rathmann     | SPD    | 4996    | 34,6 % | 0           |

### 1898
Erneut erhielt Meno Rettich die Unterstützung des BdL. Die linksliberalen Parteien hatten ein wahlkreisübergreifendes Abkommen geschlossen. Danach unterstützte die FVg die Kandidatur von Friedrich Fischer hier (und des FVP-Kandidaten im Reichstagswahlkreis Großherzogtum Mecklenburg-Schwerin 6) und die FVP unterstützte den Kandidaten der FVg im Reichstagswahlkreis Großherzogtum Mecklenburg-Schwerin 5. Die NLP unterstützte Fischer nicht.
Es fanden zwei Wahlgänge statt. Die Zahl der Wahlberechtigten betrug 21.334. Die Zahl der abgegebenen gültigen Stimmen betrug im ersten Wahlgang 16.467, 126 Stimmen waren ungültig. Die Wahlbeteiligung belief sich auf 77,2 %.
| Kandidat            | Partei   | Stimmen | in %   | Anmerkungen                                                         |
| ------------------- | -------- | ------- | ------ | ------------------------------------------------------------------- |
| Friedrich Fischer   | FVP      | 4506    | 27,6 % | Generalsekretär des deutschen Fischereivereins, Steglitz bei Berlin |
| Meno Rettich        | Kons     | 6946    | 42,5 % | 0                                                                   |
| Graf von Bernstorff | MRP      | 44      | 0,3 %  | Gutsbesitzer, Regierungsrat a. D.                                   |
| Karl Seß            | SPD      | 4818    | 29,5 % | 0                                                                   |
| 0                   | Sonstige | 27      | 0,1 %  | 0                                                                   |

Die Zahl der abgegebenen gültigen Stimmen betrug in der Stichwahl 15.697, 228 Stimmen waren ungültig. Die Wahlbeteiligung belief sich auf 73,6 %.
| Kandidat     | Partei | Stimmen | in %   | Anmerkungen |
| ------------ | ------ | ------- | ------ | ----------- |
| Meno Rettich | Kons   | 8735    | 56,5 % | 0           |
| Karl Seß     | SPD    | 6734    | 43,5 % | 0           |

### 1903
Wie bisher unterstützte der BdL den konservativen Kandidaten.
Es fanden zwei Wahlgänge statt. Die Zahl der Wahlberechtigten betrug 21.527. Die Zahl der abgegebenen gültigen Stimmen betrug im ersten Wahlgang 17.718, 140 Stimmen waren ungültig. Die Wahlbeteiligung belief sich auf 82,3 %.
| Kandidat       | Partei   | Stimmen | in %   | Anmerkungen             |
| -------------- | -------- | ------- | ------ | ----------------------- |
| Wilhelm Metzel | FVP      | 4267    | 24,3 % | Kunstdrechsler, Hamburg |
| Meno Rettich   | Kons     | 6918    | 39,3 % | 0                       |
| Bartels        | SPD      | 6361    | 36,2 % | Arbeitersekretär        |
| 0              | Sonstige | 32      | 0,2 %  | 0                       |

In der Stichwahl rief die FVP zur Wahl des konservativen Kandidaten auf.
Die Zahl der abgegebenen gültigen Stimmen betrug in der Stichwahl 16.652, 340 Stimmen waren ungültig. Die Wahlbeteiligung belief sich auf 77,4 %.
| Kandidat     | Partei | Stimmen | in %   | Anmerkungen |
| ------------ | ------ | ------- | ------ | ----------- |
| Meno Rettich | Kons   | 8975    | 55,0 % | 0           |
| Bartels      | SPD    | 7337    | 45,0 % | 0           |

### 1907
NLP, FVP und FVg einigten sich auf Graf von Bothmer als gemeinsamen liberalen Kandidaten.
Es fanden zwei Wahlgänge statt. Die Zahl der Wahlberechtigten betrug 21.731. Die Zahl der abgegebenen gültigen Stimmen betrug im ersten Wahlgang 19.121, 118 Stimmen waren ungültig. Die Wahlbeteiligung belief sich auf 88,0 %.
| Kandidat              | Partei   | Stimmen | in %   | Anmerkungen |
| --------------------- | -------- | ------- | ------ | ----------- |
| Otto Graf von Bothmer | FVg      | 6464    | 34,0 % | 0           |
| Meno Rettich          | Kons     | 6853    | 36,1 % | 0           |
| Bartels               | SPD      | 5675    | 29,9 % | 0           |
| 0                     | Sonstige | 11      | 0,0 %  | 0           |

In der Stichwahl rief die SPD zur Wahl von Graf von Bothmer auf.
Die Zahl der abgegebenen gültigen Stimmen betrug in der Stichwahl 18.592, 189 Stimmen waren ungültig. Die Wahlbeteiligung belief sich auf 85,6 %.
| Kandidat              | Partei | Stimmen | in %   | Anmerkungen |
| --------------------- | ------ | ------- | ------ | ----------- |
| Otto Graf von Bothmer | FVg    | 11.543  | 62,7 % | 0           |
| Meno Rettich          | Kons   | 6860    | 37,3 % | 0           |

### 1912
Der BdL unterstützte den konservativen Kandidaten. Die NLP stellte mit Rechtsanwalt Hilmer aus Güstrow und die FoVP mit dem Lehrer Düring aus Lübeck zunächst eigene Kandidaten auf, zogen diese aber wieder zurück und unterstützten Hans Sivkovich.
Es fanden zwei Wahlgänge statt. Die Zahl der Wahlberechtigten betrug 29.848. Die Zahl der abgegebenen gültigen Stimmen betrug im ersten Wahlgang 19.484, 128 Stimmen waren ungültig. Die Wahlbeteiligung belief sich auf 89,2 %.
| Kandidat       | Partei   | Stimmen | in %   | Anmerkungen                        |
| -------------- | -------- | ------- | ------ | ---------------------------------- |
| Hans Sivkovich | FoVP     | 6140    | 31,7 % | 0                                  |
| August Pauli   | Kons     | 7063    | 36,5 % | 0                                  |
| Kober          | SPD      | 6151    | 31,8 % | Gewerkschaftsangestellter, Hamburg |
| 0              | Sonstige | 2       | 0,0 %  | 0                                  |

Die Zahl der abgegebenen gültigen Stimmen betrug in der Stichwahl 19.249, 629 Stimmen waren ungültig. Die Wahlbeteiligung belief sich auf 88,1 %.
| Kandidat     | Partei | Stimmen | in %   | Anmerkungen |
| ------------ | ------ | ------- | ------ | ----------- |
| August Pauli | Kons   | 9865    | 53,0 % | 0           |
| Kober        | SPD    | 8755    | 47,0 % | 0           |